# Quality Control Coach
Quality Control Coach (QCC) ist eine Position innerhalb des Trainerstabes einer American-Football-Mannschaft. Seine Aufgabe ist es, das Videomaterial eines Gegners auszuwerten und den anderen Trainern einen Bericht vorzulegen, welche Spielzüge der Gegner in welcher Situation ansagt. Diese Berichte sind zwischen 50 und 200 Seiten lang. Eingeführt wurde diese Trainerposition 1990 von Mike Holmgren bei den San Francisco 49ers. Aufgrund des auf dieser Position erlernten taktischen Verständnisses werden Quality Control Coaches häufig später Positionstrainer oder Head Coach. Quality Control Coaches werden auch im College Football immer beliebter. Grund ist hier die Begrenzung der On-Field-Trainer. Während in der NCAA maximal neun Assistenztrainer und vier Graduate Assistents erlaubt sind, gibt es keine Begrenzung hinsichtlich der Off-Field-Trainer, wozu die Quality Control Coaches zählen.